# Wilhelm (arcybiskup Moguncji)
Wilhelm (ur. 929 r.; zm. 2 marca 968 r. w Rottleberode) – arcybiskup Moguncji od 954 r.
Wilhelm był nieślubnym synem Ottona I i nieznanej z imienia Słowianki, prawdopodobnie córki Tęgomira księcia Stodoran. 17 grudnia 954 r. został arcybiskupem mogunckim. Papież Agapit II mianował go wikariuszem apostolskim na teren Niemiec. Ojciec powołał go na kierownika kancelarii. Arcybiskupi mogunccy pełnili urząd kanclerza Rzeszy aż do 1803 r.
Wilhelm został pochowany w kościele św. Albana w Moguncji.